# Nottingham
Nottingham je anglické město (a centrum hrabství Nottinghamshire) v regionu East Midlands. Podle údajů ze sčítání obyvatel roku 2010 v něm žilo 306 700 obyvatel. Nottinghamská konurbace (do které jsou započteny předměstí nacházející se mimo hranice města a sousední města) má 666 358 obyvatel (2001).

## Historie
První známky zdejšího osídlení pocházejí z dob před příchodem Římanů a i v době jejich vlády bylo toto území obydleno. Původní jméno města bylo Tigguo Cobauc což znamená „místo jeskynních obydlí“. Bylo založeno Anglosasy po roce 660. Část obydlí byla vytvořena v ručně vykopaných jeskyních v mělkém pískovci. Vůdcem Sasů byl náčelník zvaný Snot. Snot se svými lidmi se usadil v místě, kde se nyní nachází Lace Market. Tato oblast byla nazývána Snotingaham (doslova „domov Snotových lidí“) a tento název byl postupně upraven na Nottingham.
Nottingham byl později obsazen Vikingy a v 9. století se stal součástí Danelawu (severovýchodní část Anglie obsazená a ovládaná od 9. století Vikingy).
V 11. století byl na pískovcovém výběžku u řeky Trent postaven hrad. Anglosaské osídlení se v té době soustředilo do jeho okolí a vznikl zde anglický obvod, radnice a soudní dvůr. Na protější straně vznikl francouzský obvod podporující Normany sídlící na hradě. Tím jak se město rozrůstalo bylo zastavěno i území mezi těmito oblastmi a centrem města se stalo Market Square.
V roce 1449 se město stalo hrabstvím (county corporate) což mu umožnilo vysoký stupeň samosprávy.
Legenda o Robinu Hoodovi se poprvé objevila ve středověku. Pověst uváděla, že tento zbojník žil v Sherwoodském lese, na sever od města. Jeho hlavním protivníkem měl být Nottinghamský šerif. Ačkoli je tato legenda považována za nepravdivou, má postava Robina Hooda velký vliv na obraz města a jeho využití jako turistické atrakce. Socha Robina Hooda stojí nedaleko od Old Market Square.

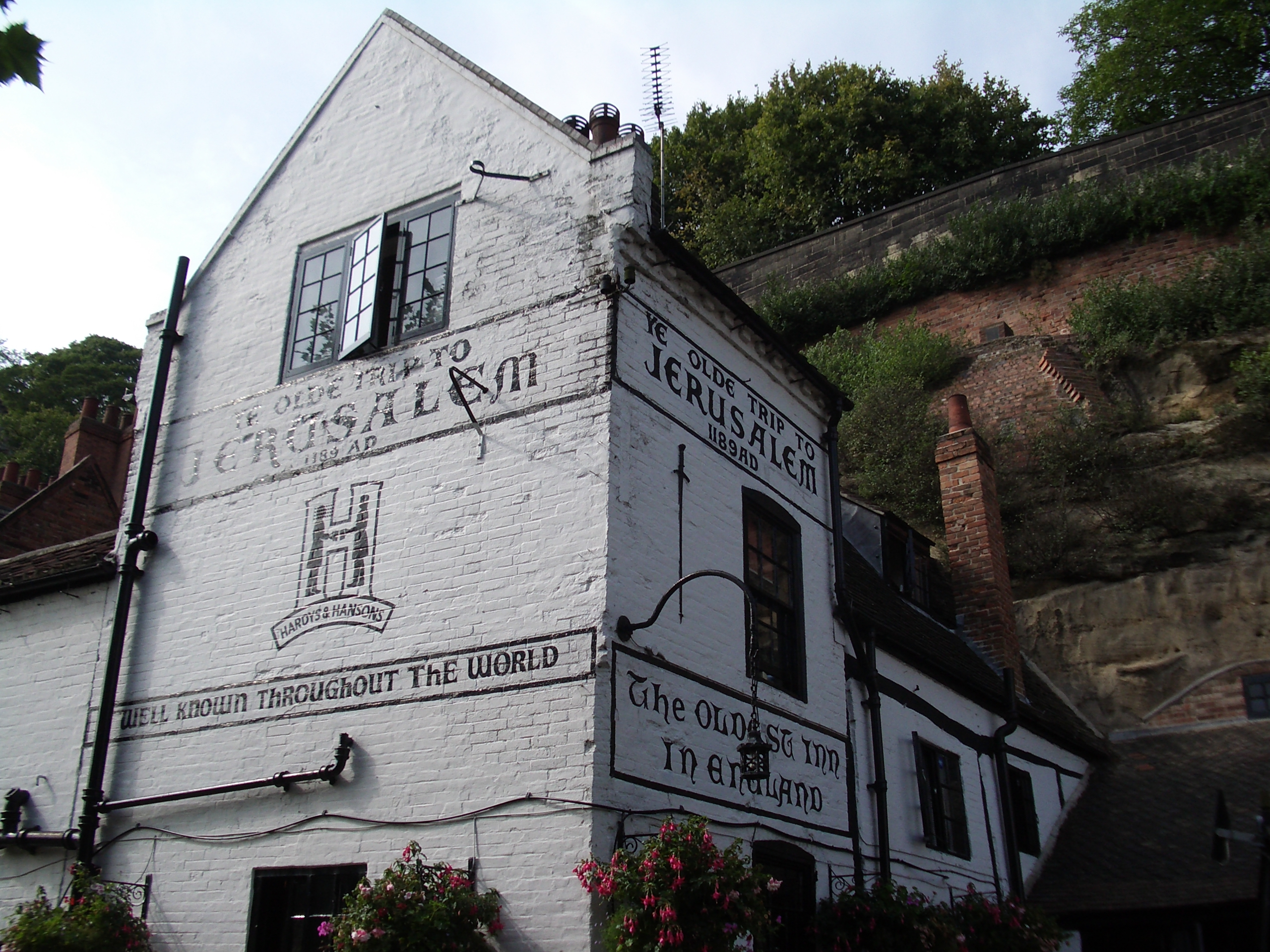
Hospoda Ye Old Trip to Jerusalem

V Nottinghamu se nacházejí tři hospody, které si přivlastňují titul nejstarší anglické hospody. Jsou to Ye Olde Trip To Jerusalem poblíž hradu, The Bell na Old Market Square a The Salutation na Maid Marian Way. Název první z nich pochází zřejmě z toho, že se zde scházeli vojáci jdoucí do křížových výprav. Na její vnitřní zdi je uveden rok 1189. Nedávno vzniklý televizní dokument uvádí některé skutečnosti – Trip se nachází v nejstarší budově, ale zpočátku zde byl pivovar; Salutation sídlí na místě, kde se nacházel nejstarší hostinec, ovšem současná budova je relativně nová; Bell, i když nestojí na historickém místě, se pyšní nejstarší budovou.
Systém jeskynních obydlí byl rozšířen a využíván především chudými obyvateli pracujícími hlavně v kožedělném průmyslu. V 18. a 19. století bylo využívání jeskyní jako obydlí zakázáno,v době náletů během druhé světové války byly ale využity jako protiletecké kryty. Část jeskyní pod obchodním centrem Broadmarsh je nyní zpřístupněna jako turistická atrakce. Další část jeskyní pod hradem je používána jako střelnice místního střeleckého klubu. Hospoda Ye Olde Trip to Jerusalem Inn některé jeskyně pod hradem částečně využívá.

## Geografie
Centrum města se nachází na břehu řeky Leen a jeho jižní hranice je tvořena řekou Trent.
Hranice města jsou zřetelně vymezeny a oddělují Nottingham od předměstí a okolních měst, které jsou zařazovány do Velkého Nottinghamu – Arnold, Carlton, West Bridgford, Beeston a Stapleford. Okolními městy jsou Hucknall, Eastwood, Tollerton, Ruddington, Ilkeston a Long Eaton.

## Průmysl
Jde o město, kde má sídlo mnoho velmi známých společností. Jednou z nejvýznamnějších je Boots the Chemists, založená Johnem Bootem roku 1849 a částečně rozšířená jeho synem Jessem Bootem.
Dalšími významnými společnostmi jsou Experian, energetická společnost Powergen, tabáková společnost John Player & Sons, dále Gala Group, Siemens, Vision Express, vydavatelství Games Workshop a americká společnost Capital One, jejíž evropská centrála se nachází poblíž Nottingham station.
Ačkoli již společnost Boots the Chemists nehraje vedoucí úlohu ve farmaceutickém průmyslu, kombinace bývalých výzkumníků této společnosti spolu s univerzitními pracovišti vytvořily základ pro biotechnologický sektor. BioCity, největší centrum vývoje a výzkumu biotechnologií ve Velké Británii, se nachází v centru města a obsahuje asi třicet vědeckých institucí a společností.
Ještě donedávna byla důležitým zdejším odvětvím výroba jízdních kol. Ve městě byla založena roku 1886 společnost Raleigh Cycles, která se později spojila s Sturmey-Archer, tvůrcem třístupňové převodovky. Továrna této společnosti byla roku 2003 zbořena.
Velká část prodejních automatů na železniční jízdenky a programové vybavení pro odbavování vlaků, produkovaných společností Altos Origin pochází právě odtud. Mezi další průmyslová odvětví zastoupená ve městě patří strojírenství, textilní, pletařský a elektronický průmysl.
Město se postupně mění z průmyslového centra na město které je více zaměřeno na sektor služeb a turistiky. Hlavní část turistů pochází z Ameriky a Dálného východu.

## Doprava

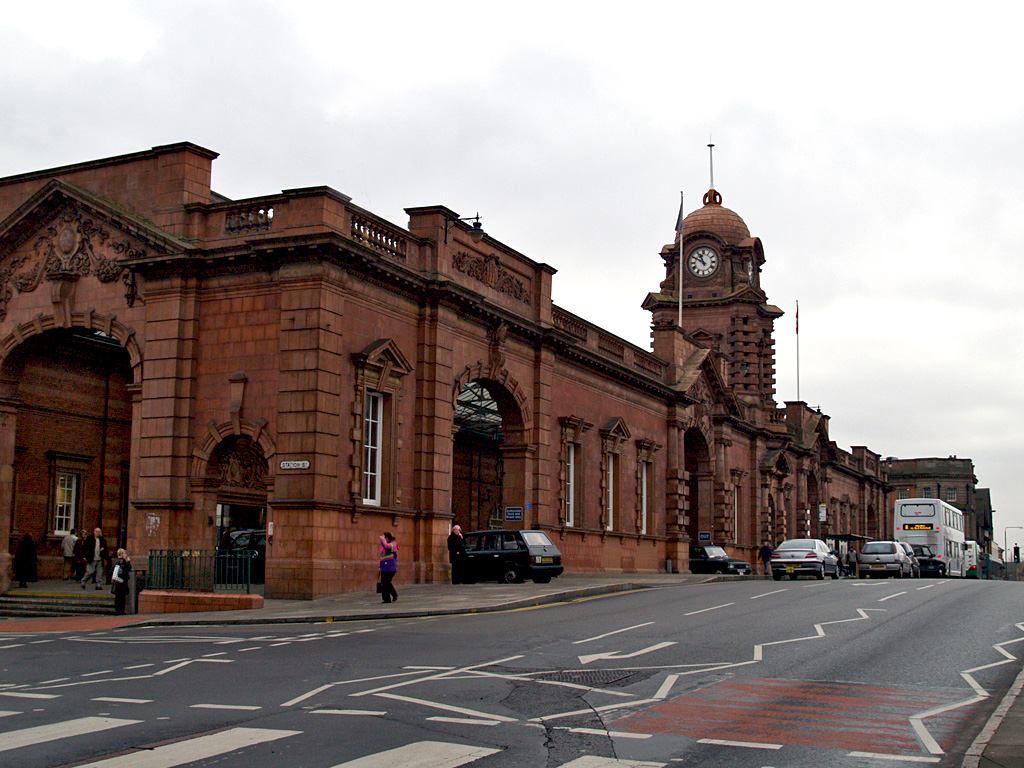
Železniční stanice Nottingham

Nottingham je v dosahu dálnice M1 a železniční spojení provozované společností Midland Mainline propojuje město s Londýnem.
Letiště East Midlands, využívané mnohými nízkonákladovými leteckými společnostmi, umožňuje běžné spojení Nottinghamu s mnoha místy v Evropě například s Paříži, Frankfurtem a Amsterdamem, s městy ve Velké Británii – Edinburghem a Belfastem a omezený počet transkontinentálních spojů s Barbadosem, Mexikem, Sanfordem a Floridou. Nedaleko od něho se nachází Letiště Doncaster Sheffield, z něhož jsou odbavovány jak vnitrostátní linky tak i linky do Evropy a do některých částí světa. Asi hodinu cesty se nachází letiště Birmingham odkud odlétají letadla do mnoha měst jak do Evropy tak i do New Yorku, Bostonu, Toronta, Montrealu a Dubaje.
V Nottinghamu, podobně jako v ostatních městech, se rozmáhá se zvyšující zaměstnaností využití autobusů v městské hromadné dopravě. To je mimo jiné výsledkem investic rady města a dvou hlavních autobusových operátorů – NCT a Trent Barton.
Systém rychlodrážní tramvaje Nottingham Express Transit byl uveden do provozu v roce 2004. Spojuje Hucknall a železniční stanici na severu města. Další linka vede až do Phoenix Parku poblíž křižovatky dálnice M1. Plánováno je její rozšíření do jižních a západních předměstí.

## Kultura

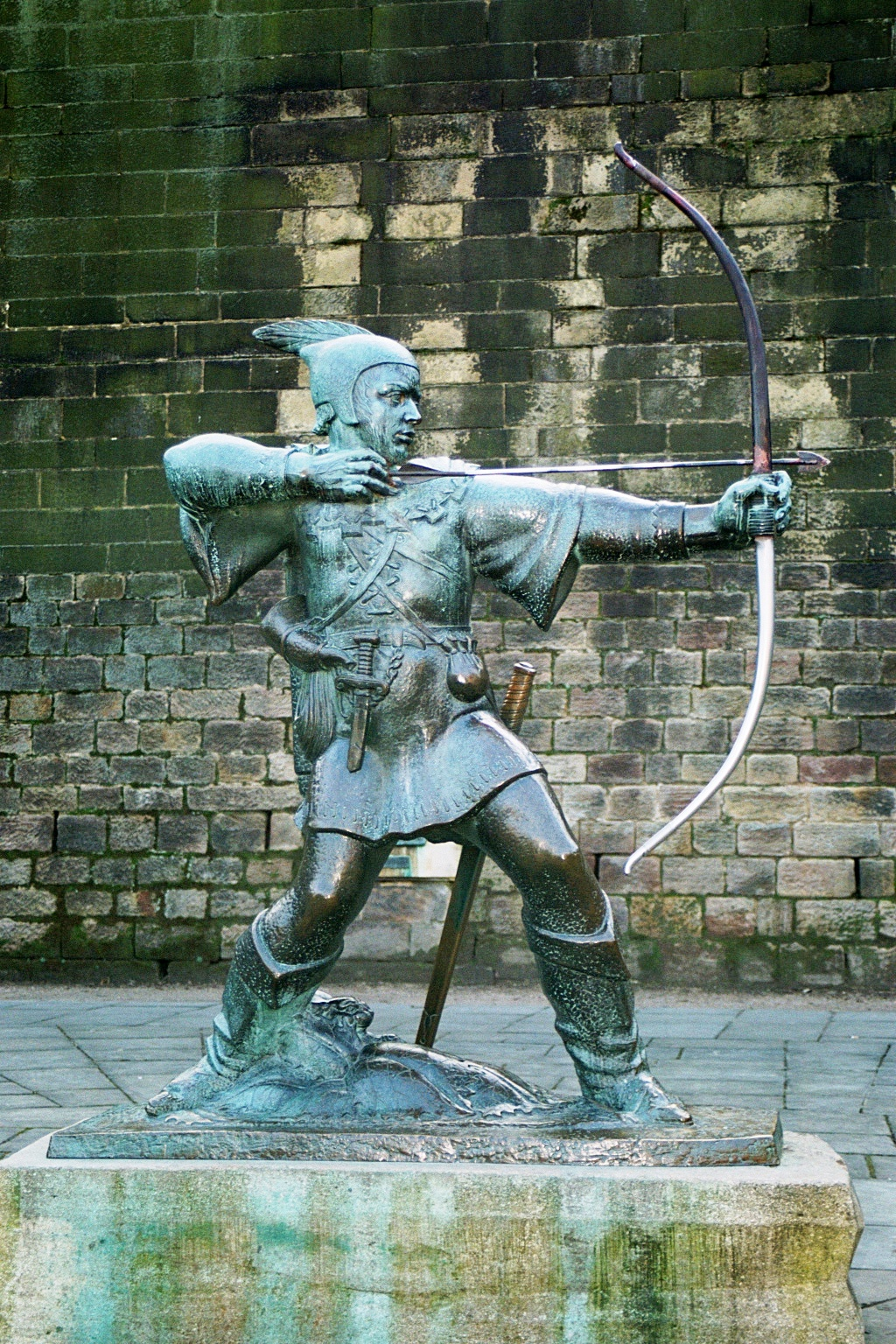
Památník Robina Hooda nedaleko Nottingham Castle

### Film, divadlo a klasická hudba
Nejvýznamnější divadla v Nottinghamu jsou Nottingham Play House, Theatre Royal (v němž se nachází i Royal Concert Hall) a University of Nottingham's Lakeside Art Center. V městě se také nachází několik galerií, například Nottingham Castle Museum, Angel Row, Djanogly Gallery a Wollaton Park's Yard Gallery.
V Nottinghamu se nachází několik multiplexů a specializovaných kin pro náročné diváky. Mezi nezávislými kiny vynikají Screen Rooms, nejmenší kino na světě, které pojme pouze 21 diváků a Broadway Cinema, které je známé tím, že zde uvedl jednu svou britskou premiéru režisér Quentin Tarantino.
Klasická hudba je v Nottinghamu reprezentována těmito hudebními tělesy – Symphony Orchestra, Philharmonic Orchestra, Harmonic Society, Bach Choir, Musica Donum Dei a Symphonic Wind Orchestra.

## Televize
Ústředí BBC pro East Midlands sídlí v Nottinghamu. Také Central TV, pobočka ITV vysílala donedávna z Nottinghamu, dokud se na počátku roku 2005 nepřestěhovala do Birminghamu. Přesto zde má Central News stále zpravodajskou redakci. Původní studio zakoupila University of Nottingham aby zde zřídila své kanceláře.

### Rozhlas
Z Nottinghamu vysílá soukromá rozhlasová stanice z nejvyšším počtem posluchačů v rámci Nottinghamshire – 96 Trent FM. Budova odkud rádio vysílá je rekonstruovaná viktoriánská nemocnice, napojená na podzemní systém jeskyní. V Nottinghamu sídlí i vysílací centra jiných rozhlasových stanic, například BBC Radio Nottingham, Heart 106 a Classic Gold GEM.
Studentské rozhlasové vysílání je šířeno stanicí URN (University Radio Nottingham). URN obdrželo mnoho ocenění za kvalitu svého programu a je šířeno prostřednictvím středních vln a Internetu.

### Tisk
V Nottinghamu je vydáván místní deník Nottingham Evening Post. Existuje zde i mnoho specializovaných časopisů vydávaných jako týdeníky nebo měsíčníky například Hucknall and Bulwell Dispatch.

## Obyvatelstvo
Etnický původ (sčítání v roce 2011):
- 71,5% – běloši (65,4% bílí Britové)
- 13,1% – Asiaté
- 7,3% – černoši
- 6,7% – míšenci
- 0,8% – Arabové
- 0,7% – ostatní

Náboženství (sčítání v roce 2011):
- 44,2% – křesťanství
- 8,8% – islám
- 1,5% – hinduismus
- 1,4% – sikhismus
- 0,7% – buddhismus
- 0,3% – judaismus
- 0,5% – ostatní náboženství
- 35,0% – bez vyznání
- 7,6% – neuvedeno

## Náboženství
V Nottinghamu je možno nalézt stopy všech významných náboženství – křesťanství, islámu, hinduismu, sikhismu a taoismu.
V Nottinghamu na Derby Road se nachází římskokatolická katedrála svatého Barnabáše. Jejím stavitelem byl architekt Augustus Welby Pugin a byla vysvěcena roku 1844. Je katedrálou římskokatolické Nottinghamské diecéze, která zahrnuje Derbyshire, Leicestershire, Nottinghamshire a Lincolnshire.
Nottingham je součástí anglikánské diecéze Southwell a Nottingham, která má sídlo v Soutwelské katedrále v Southwellu. V Nottighamu se nachází tři farní kostely, všechny pocházející ze středověku. St. Mary the Virgin, stojící na Lace Market, je nejstarší z nich (založený asi v 8. nebo 9. století), i když současná budova je již třetí v pořadí a pochází z období let 1377 až 1485. Tento kostel je považován za centrum církve ve městě a jsou v něm pořádány významné civilní obřady včetně každoročního uvítání nového starosty Nottinghamu. St. Peter's nacházející se v centru města je nejstarším trvale využívaným kostelem ve městě s historií zasahující až do roku 1180. Třetí významný kostel St. Nicholas byl rekonstruován poté co byl zničen v době občanské války.
V Nottinghamu se roku 1829 narodil zakladatel Armády spásy William Booth.

## Vzdělání

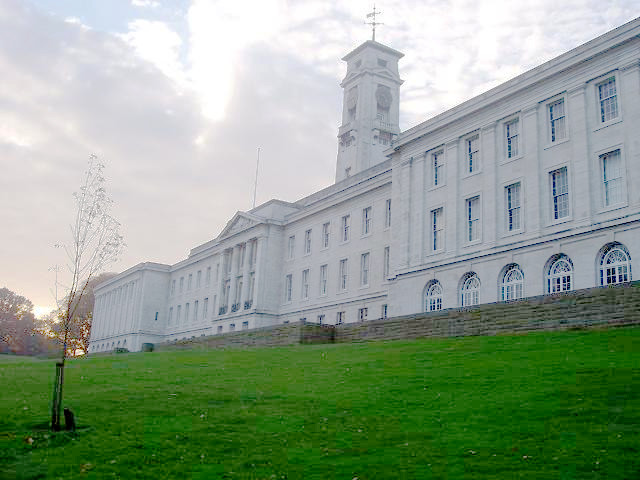
Trentova budova Nottinghamské univerzity

V Nottinghamu sídlí dvě univerzity University of Nottingham a Nottingham Trent University. Ty navštěvuje v denním studiu asi 40 000 studentů. Univerzitní nemocnice Queen's Medical Centre je největší nemocnicí Velké Británie. Trent University je jednou z nové generace vysokých škol zaměřených na obchod.
Mezi další důležité vzdělávací instituce patří New College Nottingham, Confetti Institute of Creative Technologies, Nottingham High School, Bilborough College, Nottingham High School for Girls, Nottingham Bluecoat School and Technology College, Djanogly City Academy a Greenwood Dale Technology College.

## Sport
V Nottinghamu sídlí dva fotbalové kluby – Nottingham Forest FC (v době největší slávy vyhrál dvakrát PMEZ) a Notts County FC, který je nejstarším fotbalovým klubem Velké Británie a zřejmě i na světě, založený roku 1862 (rok před založením fotbalové asociace). Dalším významným sportovním oddílem je kriketový klub Nottinghamshire County Cricket Club.
Ve městě se nachází Národní bruslařské centrum (National Ice Centre - NIC) – velký krasobruslařský stadión. Město je spojeno s úspěchy krasobruslařské dvojice – Jayne Torvillové a Christophera Deana. NIC je využíváno jako tréninkové centrum pro rychlobruslení a krasobruslení je podporováno granty sportovních organizací jako například Sport England. NIC je také domovským stadiónem hokejového klubu Nottingham Panthers založeného roku 1946.
Ragbyový klub Nottingham R.F.C. sídlí v současné době v stadionu Notts County. Národní centrum vodních sportů se nachází u Holme Pierrepont a zahrnuje 2 km dlouhé jezero pro veslování, kanoistiku a závody na divoké vodě pořádané na řece napájející tuto nádrž.
Město se stalo dějištěm tenisových turnajů Nottingham Open a AEGON Nottingham Challenge hraných na travnatých dvorcích.
Každoročně od roku 1981 je v Nottinghamu pořádán Robin Hood Marathon jehož trasa vede mnoha historickými místy města. Je považován za druhý nejlepší maratónský závod Velké Británie.

## Turistické atrakce

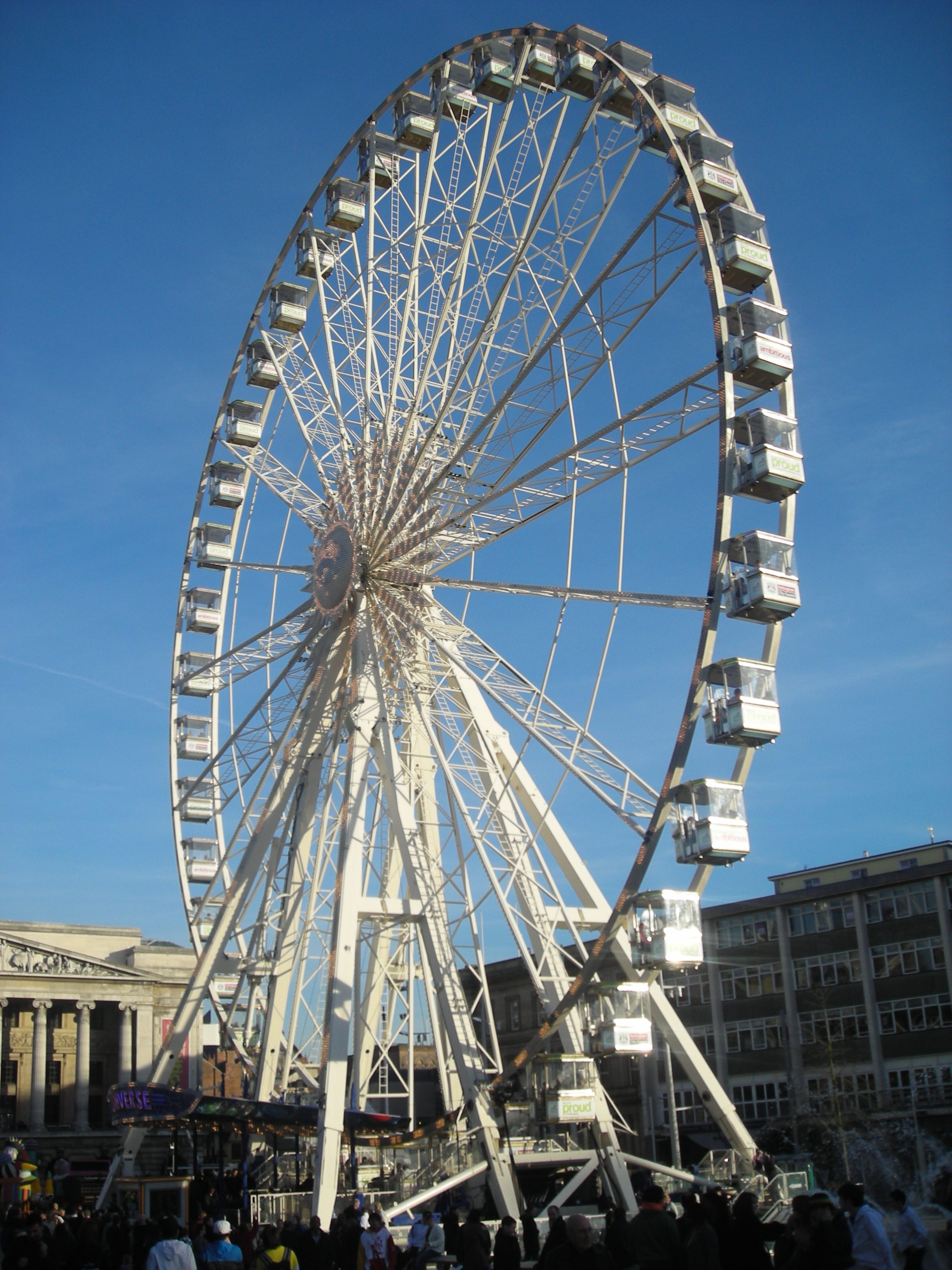
Ruské kolo na Old Market Square

Srdcem města je Old Market Square, které prošlo roku 2006 významnou rekonstrukcí. Většina hlavních obchodních ulicí je soustředěna v okolí tohoto náměstí. Budova radnice, jejíž neobvykle vysoká stavba je viditelná z velké dálky, se nachází na horním konci náměstí. Uvnitř radnice se nachází obchodní centrum Exchange Arcade. Bohémská čtvrť Hockley vznikla v nedávné době nedaleko historické čtvrti Lace Market. V areálu  University of Nottingham stojí 60 metrů (200 stop) vysoké umělecké dílo (věž) Aspire, které patří k  nejvyšším volně stojícím veřejným uměleckým stavbám ve Spojeném království.

### Turistika
Oblíbenými turistickými atrakcemi v Nottinghamu jsou mimo jiné Nottingham Castle, City of Caves, Galleries of Justice a Tales of Robin Hood, stejně tak jako starobylé hospody. V okolí města se nachází mnoho parků a zahrad, které jsou populární mezi turisty i místními obyvateli. Jsou to například Wollaton Park v areálu Nottingham University, Colwick Park s dostihovou dráhou, Nottingham Arboretum, Forest Recreation Ground a Victoria Park nedaleko od centra města, Sherwood Forest, Rufford Country Park, Creswell Crags a Clumber Park, které se nacházejí na okraji Nottinghamu.

### Zábava
Největšími hudebními sály v Nottinghamu jsou Royal Concert Hall, Rock City a Nottingham Arena pro 9 500 návštěvníků, které pravidelně hostí velká jména rocku a R&B. Pro hudební skupiny, které se věnují méně rozšířeným žánrům existují menší sály mezi jinými například Social, Junktion 7, Rescue Rooms and Stealth.
Velké množství studentů vytváří dobré podmínky pro vznik zábavních center, z nichž nejznámější jsou soustředěna do oblastí Lace Market, Hockley, Waterfront a Corner House.

### Obchody
Nottingham je po Londýně a Birminghamu třetím největším obchodním centrem Anglie a předčí tak Manchester i Leeds. Schválená výstavba Broadmarsh Shopping Centre, s náklady 400 miliónů liber, má vrátit Nottingham na druhé pořadí.
V Nottinghamu existují dvě hlavní nákupní centra – Victoria Centre a Broadmarsh a menší střediska Exchange Arcade, Flying Horse Walk a Bridlesmith Gate s mnoha módními butiky. Existuje zde i mnoho dalších ulicí s malými specializovanými obchody jako například Poultry Walk, West end Arcade a Hurts Yard.
V Nottinhghamu mají své obchodní domy velké společnosti jako House of Fraser, John Lewis, Debenhams a Marks & Spencer.

## Slavní rodáci
- John Russell Hind (1823–1895), anglický astronom[2]
- Alister Hardy (1896–1985), anglický mořský biolog, zoolog, vysokoškolský profesor a specialista na zooplankton a mořské ekosystémy[3]
- Albert Ball (1896–1917), anglické letecké eso, držitel Viktoriina kříže[4]
- Alvin Lee (1944–2013), anglický rockový kytarista, zpěvák a spoluzakladatel skupiny Ten Years After[5]
- Harold Shipman (1946–2004), anglický lékař a sériový vrah, také známý jako Doktor Smrt[6]
- Ian Paice (* 1948), anglický hudebník, bubeník rockové skupiny Deep Purple[7]
- Robert Harris (* 1957), anglický spisovatel[8]
- Lennie James (* 1965), anglický herec[9]
- Samantha Mortonová (* 1977), anglická herečka[10]
- Jake Bugg (* 1994), anglický zpěvák a hudební skladatel[11]

## Partnerská města
- — Gent, Belgie (od roku 1985)
- — Harare, Zimbabwe (1981)
- — Karlsruhe, Německo (1969)
- — Ljubljana, Slovinsko (1963)
- — Minsk, Bělorusko (1966)
- — Ningbo, Čína (2004)
- — Timişoara, Rumunsko (2008)